# Wyn Roberts
Ieuan Wyn Pritchard Roberts, baron Roberts de Conwy, (10 juillet 1930 - 13 décembre 2013) est un homme politique conservateur gallois.

## Biographie
Son père est ministre dans une chapelle à Llansadwrn, Anglesey, et ils vivent dans l'école.
Il est député de la circonscription de Conwy (anciennement Conway) de 1970 jusqu'à sa retraite en 1997. Wyn Roberts est secrétaire parlementaire privé du secrétaire d'État pour le Pays de Galles Peter Thomas de 1970 à 1974 et porte-parole de l'opposition sur le pays de Galles entre 1974 et 1979. Lors de la victoire électorale des conservateurs en 1979, il est nommé sous-secrétaire d'État parlementaire au bureau gallois. Après les élections de 1987, il est promu ministre d'État au bureau gallois, poste qu'il occupe jusqu'en 1994. Il est fait chevalier pour le service politique en 1990.
Après sa retraite de la Chambre des communes, il est créé pair à vie le 1er octobre 1997 avec le titre de baron Roberts de Conwy, de Talyfan dans le comté de Gwynedd. Il sert comme porte-parole de l'opposition sur le Pays de Galles à la Chambre des Lords jusqu'en 2007. Il est décédé le 13 décembre 2013, à son domicile de Rowen, Conwy, Pays de Galles ,.